# Apicia oberthuri
Apicia oberthuri là một loài bướm đêm trong họ Geometridae.